# Alma Ezcurra
Alma Lucía Ezcurra Almansa, née le 11 décembre 1986 à Madrid, est une femme politique espagnole membre du Parti populaire (PP).

## Vie privée
Alma Lucía Ezcurra Almansa naît le 11 décembre 1986 à Madrid. Elle est mariée avec Abelardo Bethencourt, consultant et commentateur politique qu'elle a rencontré dans le cadre professionnel.

## Études et carrière
Alma Ezcurra est titulaire d'une licence en droit obtenue à l'université autonome de Madrid et d'un master en droit commercial.
Elle commence sa vie professionnelle comme analyste junior du département des Publications de la Fondation pour l'analyse et les études sociales (FAES), le think tank dirigé par José María Aznar. Elle est ensuite recrutée, en 2011, au sein du département des Études et des Programmes du Parti populaire (PP). Elle rejoint en janvier 2012 le cabinet de la maire de Madrid Ana Botella puis, deux mois plus tard, celui de Javier Fernández-Lasquetty (es), conseiller à la Santé de la communauté de Madrid.
En 2014, elle intègre le cabinet de la présidence du gouvernement espagnol, alors occupée par Mariano Rajoy, au poste de directrice de l'Éducation, de la Culture, de la Science et des Sports. À la suite du vote de la motion de censure contre Mariano Rajoy en 2018, elle rejoint le groupe populaire au Congrès des députés en qualité de conseillère, puis elle travaille dans le secteur privé.

## Parcours politique
En 2019 puis 2021, Alma Ezcurra participe aux équipes chargées de rédiger le programme électoral du Parti populaire d'Isabel Díaz Ayuso aux élections à l'Assemblée de Madrid. En mars 2023, elle prend le poste de coordonnatrice générale de la fondation Réformisme-21.
Présentée comme libérale, et soutien convaincu d'Isabel Díaz Ayuso,, elle est intégrée par cette dernière à sa liste de candidats pour les élections régionales du 28 mai 2023 dans une optique de renouvellement et de rajeunissement du groupe parlementaire à l'Assemblée de Madrid. Elle se fait remarquer, environ six mois plus tard, par un discours particulièrement dur contre la loi d'amnistie des indépendantistes catalans portée par Pedro Sánchez,.
Dans la perspective des élections européennes du 9 juin 2024, elle est placée en 3e position sur la liste du Parti populaire conduite par Dolors Montserrat, sur décision du président du parti Alberto Núñez Feijóo et élue députée européenne. Elle démissionne donc de l'Assemblée de Madrid au profit de Rut Alcocer, maire de Pozuelo del Rey. Six mois plus tard, elle est nommée coordonnatrice des équipes de collaboration parlementaire du PP, à la suite de dysfonctionnements dans l'examen d'un projet de loi ayant conduit à une crise à la direction du parti.
Dans le cadre de la préparation du XXIe congrès du PP, elle est choisie le 19 mai 2025 par Alberto Núñez Feijóo pour intégrer l'équipe de rédaction de la motion politique, qui doit mettre à jour le projet idéologique du parti, aux côtés de Juan Manuel Moreno, d'Alfonso Fernández Mañueco et de Natalia Chueca. Elle est responsable de coordonner les travaux de ce groupe. Le 3 juillet, le président du PP indique son intention de la nommer vice-secrétaire générale déléguée à la Coordination sectorielle, avec pour mission notamment de faire le lien avec la société civile. Elle entre en fonction le 5 juillet avec la réélection d'Alberto Núñez Feijóo à la présidence du PP.